# Buzzsaw
Buzzsaw (voorheen The Screamer) is een topspin in het Belgische attractiepark Walibi Belgium en staat in het themagebied Adventure World. De attractie is gebouwd door HUSS Park Attractions, in opdracht van Six Flags, de toenmalige eigenaar van het park. De topspin opende in 2001 onder de naam The Screamer en veranderde in 2007 in Buzzsaw.
De attractie is gethematiseerd naar een grote boomzaag, met namaakzaagbladen aan de contragewichten van de gondel. De steunpalen zien eruit als takken en boomstammen.
De attractie heeft dubbele veiligheidsbeugels: per bezoeker is er een schouderbeugel en een heupbeugel.
Afbeeldingen · Geschiedenis van Walibi Belgium